# Epiphragma (Epiphragma) deliberatum
Epiphragma (Epiphragma) deliberatum is een tweevleugelige uit de familie steltmuggen (Limoniidae). De soort komt voor in het Neotropisch gebied.